# Campeonato Mundial Feminino de Xadrez de 1959
O Campeonato Mundial Feminino de Xadrez de 1959 foi a 12ª edição da competição sendo disputada em um match entre a então campeã Elisaveta Bykova e a desafiante Kira Zvorykina. A disputa foi realizada em Moscou entre 4 de dezembro de 1959 e 4 de Janeiro de 1960 e Elisaveta Bykova manteve o título de campeã mundial.
|                      | 1 | 2 | 3 | 4 | 5 | 6 | 7 | 8 | 9 | 10 | 11 | 12 | 13 | Total |
| -------------------- | - | - | - | - | - | - | - | - | - | -- | -- | -- | -- | ----- |
| URS Elisabeth Bykova | 0 | 1 | ½ | 1 | 0 | ½ | 1 | ½ | ½ | 1  | 1  | 1  | ½  | 8½    |
| URS Kira Zvorykina   | 1 | 0 | ½ | 0 | 1 | ½ | 0 | ½ | ½ | 0  | 0  | 0  | ½  | 4½    |